# Mørke gravers kammer
Mørke gravers kammer è il terzo album dei Khold, pubblicato nel 2004.

## Tracce
1. Åtselgraver – 3:49
2. Død – 3:49
3. Niflheimr – 2:53
4. Hevnerske – 3:58
5. Med Nebb Og Klør – 3:37
6. Mørke Gravers Kammer – 4:29
7. Opera Seria – 3:53
8. Sjeleskjender – 4:32
9. Vardøger – 3:31
10. Kamp – 4:02

## Formazione
- Sverre "Gard" Stokland – voce, chitarra
- Geir "Rinn" Kildahl – chitarra
- Thomas "Grimd" Arnesen – basso
- Thomas "Sarke" Berglie – batteria